# Norton Barnhill
Norton Barnhill (Winston-Salem, 15 luglio 1953) è un ex cestista statunitense, professionista nella NBA e in Argentina.

## Carriera
Fu selezionato con la 12ª chiamata dell'ottavo giro (134ª scelta assoluta) del Draft NBA 1976 dai Seattle SuperSonics. Con i Sonics giocò quattro partite, con 4 punti e 3 rimbalzi totali, prima di essere tagliato il 1º novembre del 1976.

## Palmarès
- Coppa Intercontinentale: 1

Obras Sanitarias: 1983